# Збірна Греції з футболу
Збірна Греції з футболу (грец. Εθνική Ελλάδος Ποδοσφαίρου) — національна футбольна команда Греції, якою керує Грецька федерація футболу і представляє країну на міжнародному рівні.
Найвище досягнення — перемога на чемпіонаті Європи 2004 року. Станом на 28 листопада 2024 посідає 39-e місце у рейтингу футбольних збірних світу.

## Історія
Греція вперше взяла участь у великому міжнародному турнірі в 1980 році, коли стала учасницею фінальної стадії чемпіонату Європи. До цього грецький футбол лише одного разу яскраво заявив про себе, коли в 1971 році клуб «Панатінаїкос» дійшов до фіналу Кубка Європейських Чемпіонів. Проте участь в Чемпіонаті Європи-1980 і дебют у фінальній стадії Чемпіонату світу-1994 не принесли успіхів команді. З 2001 року грецьку національну футбольну збірну тренував німець Отто Рехагель, що став рекордсменом за кількістю матчів, проведених біля керма команди (75), а також найстаршим тренером збірної на Чемпіонаті світу 2010 року.

### Євро 2004

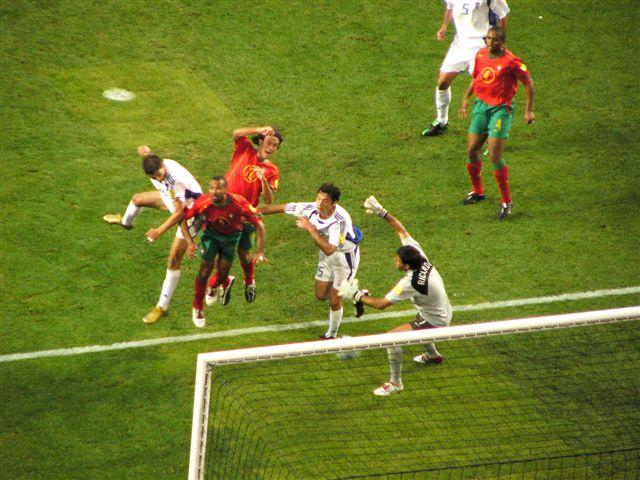
Переможний гол Ангелоса Харістеаса в фіналі Євро-2004

У 2004 році Греція стала головним сюрпризом Чемпіонату Європи. На груповому етапі португальського чемпіонату команда посіла друге місце, пропустивши вперед господарів першості, яких обіграли в матчі відкриття турніру з рахунком 2:1. Впродовж всієї стадії плей-офф греки демонстрували дива дисципліни, вигравши всі матчі, окрім двох, з рахунком 1:0. Гол Ангелоса Харістеаса на 65-й хвилині допоміг грекам в чвертьфінальному матчі обіграти збірну Франції. «Срібний гол» Траяноса Делласа на 105‑й хвилині півфіналу вибив з розіграшу збірну Чехії. У фінальному матчі, що проходив на стадіоні Да Луж, все вирішив єдиний гол Ангелоса Харістеаса, що пробив головою на 57‑й хвилині. Греки виграли турнір, не пропустивши жодного м'яча впродовж 358 хвилин гри. Таким чином, збірна Греції, чиї шанси у букмекерів перед початком турніру оцінювалися як 80 до 1, стала найкращою в Європі.
Багато експертів критикували збудовану Рехагелем суто оборонну тактику ведення гри, вважаючи, що вона негативно позначається на видовищності матчів. Проте, на думку фахівців, саме прищеплені Рехагелем команді дисципліна і тактична підкованість дали необхідний результат, а захист став запорукою успіху команди Греції у фінальній частині Євро-2004.
У ході чемпіонату збірна з легкої руки телекоментатора Георгіса Елакіса отримала на додачу до традиційного прізвиська «Елліни» прізвисько «Піратський корабель».

### Чемпіонат світу 2006
Попри те, що збірна не змогла пробитися на Чемпіонат світу-2006, вона все-таки довела невипадковість перемоги 2004 року: греки забезпечили собі місце у фінальному турнірі Євро-2008 за два тури до кінця відбіркового турніру, перемігши Туреччину в Стамбулі завдяки голу Янніса Аманатідіса. «Елліни» відмінно стартували, отримавши три «сухі» перемоги, проте потім були розгромлені турками в Афінах з рахунком 1:4, не зважаючи на гол Сотиріоса Киріакоса на п'ятій хвилині. З своїх наступних восьми матчів греки виграли сім, втративши очки тільки у виїзному матчі з Норвегією, який завершився нічиєю — 2:2. У цьому матчі Сотіріос Кіріякос зробив дубль. У відбірному турнірі 2008 року команда набрала 31 очко — найбільше серед переможців груп. Проте на Євро-2008 греки провалилися, програвши всі три матчі групової стадії.

### Чемпіонат світу 2010

«Піратський корабель» футбольної збірної Греції на чолі із Теофанісом Гекасом, уособленням крилатої богині перемоги Ніки, ліворуч виділяється фігура Отто Рехагеля, праворуч — Сотіріоса Кіріякоса — плакат, підготовлений напередодні ЧС-2010

Кваліфікацію на Чемпіонат світу 2010 року збірна Греції пройшла успішно, проте 12 червня перша зустріч на світовій першості проти Південної Кореї обернулась поразкою з рахунком 0:2, хоча товариський матч 25 травня завершився нічиєю 2:2. 17 червня Греція перемогла збірну Нігерії 2:1 (перший гол на 44 хвилині забив Дімітріос Салпінгідіс, а вирішальний другий гол на 71 хвилині — Васіліс Торосідіс). Ця перемога стала першою в історії збірної на світовій першості, з нею грецьких футболістів та Отто Рехагеля вітав особисто прем'єр-міністр Греції Йоргос Папандреу. Проте у матчі проти Аргентини греки поступились з рахунком 0:2. Відтак із групи В далі вийшли Південна Корея та Аргентина, а Греція припинила участь у першості.

#### Відставка Рехагеля та призначення Сантуша
Після завершення матчу асистент головного тренера збірної Іоанніс Топалідіс оголосив про відставку. Він впродовж усіх 9 років працював в парі з Рехагелем. Кілька годин по тому сам Отто Рехагель оголосив про рішення залишити збірну Греції. Імовірним наступником оглядачі одразу назвали колишнього тренера грецького клубу ПАОК та АЕК, Афіни, португальця Фернанду Сантуша. У лютому 2010 року його назвали найкращим тренером десятиліття в Греції. 28 червня 2010 року в Афінах під час зустрічі Софокліса Пілавіоса із Фернанду Сантушем досягнута домовленість щодо призначення останнього на тренерський пост. 1 липня 2010 року Грецька федерація футболу зробила офіційне оголошення при призначення Сантуша тренером національної збірної принаймні на два роки. Він очолюватиме збірну принаймні до завершення Євро-2012.

### Євро 2012
Вже у вересні-жовтні 2010 року збірна Греції під керівництвом Фернанду Сантуша зіграла матчі кваліфікаційного раунду до Євро-2012 зі збірними Хорватії, Мальти, Латвії (1:0), Грузії (1:1), Ізраїлю (2:1). Зрештою збірна Греції виборола перше місце у групі F кваліфікаційного раунду до Євро 2012. На чемпіонаті Греція змагатиметься у Групі А зі збірними Польщі, Росії та Чехії.
8 червня у першому матчі проти збірної Польщі команда поступалася супротивнику у першому таймі: на 17 хвилині гол забив Роберт Левандовський, дві жовті картки отримав Сократіс Папастатопулос, після чого був вилучений з поля. Однак на 51 хвилині матчу Дімітріс Салпінгідіс зрівняв рахунок — 1:1. Після цього Салпінгідіс ще двічі мав нагоду забити гол: перший раз його спинив голкіпер Войцех Щенсний, за що отримав червону картку, та на 69 хвилині, однак суддя зафіксував положення поза грою.
12 червня у матчі зі збірною Чехії Греція поступилася 1:2, тоді на 53 хвилині відзначився Теофаніс Гекас. Однак 16 червня Греція здолала Росію з рахунком 1:0, у додатковий час першого тайму єдиний і переможний гол забив Йоргос Карагуніс. Таким чином, Греція вийшла у чверть-фінал турніру із другого місця у групі.
Протистояння зі збірною Німеччини у Греції чекали з острахом, перш за все, побоюючись того, що грецькі фанати можуть освистати гімн Німеччини, тим паче, що за матчем на стадіоні у Гданську спостерігала і Ангела Меркель. Незважаючи на те, що Німеччина заявила на матч напіврезервний склад, зустріч завершилася рахунком 2:4, і таким чином, Греція припинила участь у чемпіонаті. Перший гол забив у другому таймі Йоргос Самарас, другий — Дімітріс Салпінгідіс з пенальті.

## Історія форми
| Чемпіонат Європи 2004 (В) | Чемпіонат Європи 2008 (Д) | Чемпіонат Європи 2008 (В) | Чемпіонат світу 2010 (Д) | Чемпіонат світу 2010 (В) | Чемпіонат Європи 2012 (H) | Чемпіонат Європи 2012 (A) |

## Поточний склад
Гравці збірної, що були включені до заявки на гру проти збірної Південної Кореї 5 березня 2014 року. Кількість ігор та голів за збірну наведені станом на 6 березня 2014 року.
| №            | Гравець                 | Клуб (у 2014)     | Дата народження   | Вік      | Ігор     | Голів    |          |
| Воротарі     | Воротарі                | Воротарі          | Воротарі          | Воротарі | Воротарі | Воротарі | Воротарі |
| ------------ | ----------------------- | ----------------- | ----------------- | -------- | -------- | -------- | -------- |
| 1            | Александрос Тзорвас     | «Аполлон Смірніс» | 12 серпня 1982    | 42       | 16       | 0        |          |
| 12           | Панайотіс Глікос        | ПАОК              | 3 червня 1986     | 38       | 1        | 0        |          |
| Захисники    |                         |                   |                   |          |          |          |          |
| 2            | Янніс Маніатіс          | «Олімпіакос»      | 12 жовтня 1986    | 38       | 28       | 0        |          |
| 3            | Йоргос Тзавелас         | ПАОК              | 26 листопада 1987 | 37       | 12       | 0        |          |
| 4            | Костас Манолас          | «Олімпіакос»      | 14 червня 1991    | 33       | 6        | 0        |          |
| 5            | Авраам Пападопулос      | «Олімпіакос»      | 3 грудня 1984     | 40       | 36       | 0        |          |
| 11           | Лукас Вінтра            | «Леванте»         | 5 лютого 1981     | 44       | 47       | 0        |          |
| 15           | Васіліс Торосідіс       | «Рома»            | 10 червня 1985    | 39       | 64       | 7        |          |
| 20           | Хосе Холебас            | «Олімпіакос»      | 27 червня 1984    | 40       | 20       | 1        |          |
| Півзахисники |                         |                   |                   |          |          |          |          |
| 6            | Александрос Тзиоліс     | «Кайсеріспор»     | 13 лютого 1985    | 40       | 47       | 1        |          |
| 10           | Йоргос Карагуніс (к)    | «Фулгем»          | 6 березня 1977    | 48       | 132      | 10       |          |
| 16           | Лазарос Христодулопулос | «Болонья»         | 19 грудня 1986    | 38       | 16       | 1        |          |
| 18           | Андреас Самаріс         | «Олімпіакос»      | 13 червня 1989    | 35       | 3        | 0        |          |
| 21           | Костас Кацураніс        | ПАОК              | 21 червня 1979    | 45       | 109      | 9        |          |
| 23           | Янніс Фетфадзидіс       | «Дженоа»          | 21 грудня 1990    | 34       | 16       | 3        |          |
|              | Панайотіс Коне          | «Болонья»         | 26 липня 1987     | 37       | 14       | 0        |          |
| Нападники    |                         |                   |                   |          |          |          |          |
| 7            | Йоргос Самарас          | «Селтик»          | 21 лютого 1985    | 40       | 71       | 8        |          |
| 9            | Костас Мітроглу         | «Фулгем»          | 12 березня 1988   | 37       | 29       | 8        |          |
| 14           | Дімітріс Салпінгідіс    | ПАОК              | 18 серпня 1981    | 43       | 73       | 13       |          |
| 17           | Дімітріс Пападопулос    | «Атромітос»       | 20 жовтня 1981    | 43       | 23       | 2        |          |
|              |                         |                   |                   |          |          |          |          |

## Досягнення

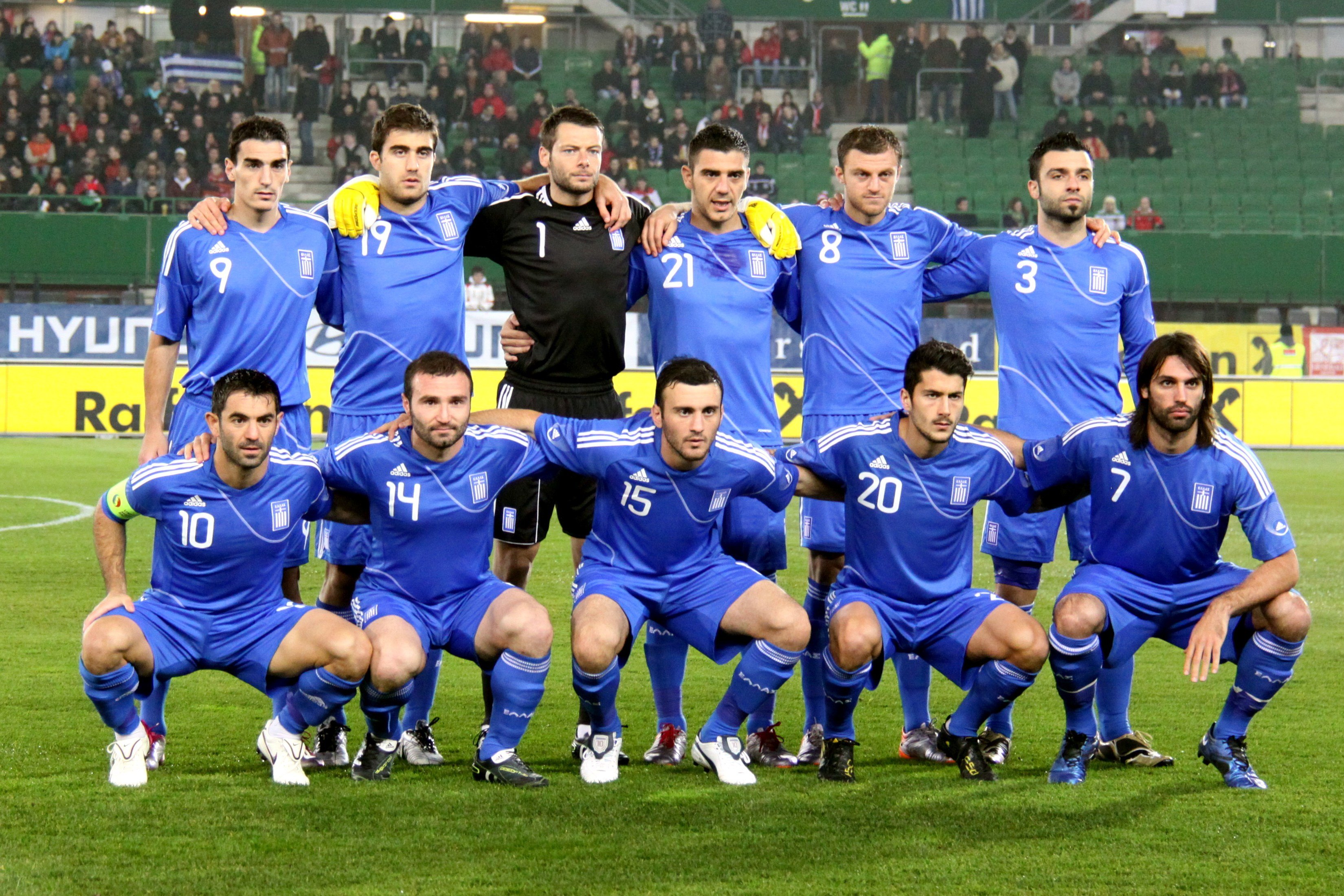
Збірна Греції з футболу, 17 листопада 2010 року

- Рекордсмени грецької збірної — Йоргос Карагуніс, що зіграв найбільшу кількість ігор (132), а також Нікос Анастопулос, що забив найбільшу кількість голів (29).
- Вищий і нижчий рейтинги FIFA відповідно: 8 місце (квітень 2008 року), 66 місце (вересень 1998 року).
- Найбільша перемога: Греція — Сирія — 8:0 (25 листопада 1949 року, Афіни, Греція).
- Найсуттєвіша поразка: Угорщина — Греція — 11:1 (25 березня 1938 року, Будапешт, Угорщина).

### Кубок Світу
- 1930 — не брала участі
- 1934 — відмовилася від участі під час кваліфікації
- 1938 — не пройшла кваліфікацію
- 1950 — не брала участі
- 1954-1990 — не пройшла кваліфікацію
- 1994 — груповий етап
- 1998-2006 — не пройшла кваліфікацію
- 2010 — груповий етап (перша перемога в історії Збірної в матчі на світовій першості)[9].
- 2014 — 1/8 фіналу
- 2018 — не пройшла кваліфікацію
- 2022 — не пройшла кваліфікацію

### Чемпіонат Європи
- 1960 — не брала участі
- 1964 — відмовилася від участі
- 1968 — не пройшла кваліфікацію
- 1972 — не пройшла кваліфікацію
- 1976 — не пройшла кваліфікацію
- 1980 — груповий етап
- 1984 — не пройшла кваліфікацію
- 1988 — не пройшла кваліфікацію
- 1992 — не пройшла кваліфікацію
- 1996 — не пройшла кваліфікацію
- 2000 — не пройшла кваліфікацію
- 2004 — чемпіон
- 2008 — груповий етап
- 2012 — чвертьфінал
- 2016 — не пройшла кваліфікацію
- 2020 — не пройшла кваліфікацію